# Patrimoine familial
En droit québécois, le patrimoine familial est un ensemble de biens qui doivent être partagés à parts égales lors de la fin d'un mariage ou d'une union civile. Il s'agit d'un effet obligatoire du mariage et de l'union civile : il est aujourd'hui impossible de se marier ou de s'unir civilement au Québec sans former un patrimoine familial.
Lors de la fin du mariage ou de l'union civile (par divorce ou décès par exemple), tous les biens du patrimoine familial doivent être séparés à parts égales. Si une personne possède davantage de biens que l'autre, elle doit verser à l'autre une compensation monétaire.
Le patrimoine familial a été adopté en 1989 afin de protéger la personne la plus vulnérable dans un couple lors de la séparation. Ainsi, lors de la fin de la relation, chaque personne est assurée d'avoir une partie minimum des biens que le couple utilisait durant leur vie commune.

## Histoire
Le patrimoine familial a été instauré en 1989. À ce moment, les couples mariés pouvaient, pour une période limitée, s'exclure de l'application du patrimoine familial. Cette option n'est plus possible.

## Objectifs
L'objectif du patrimoine familial est de favoriser l'égalité économique des époux.
En raison du caractère impératif du partage du patrimoine familial, un accord prénuptial n'a pas préséance sur le partage égal des biens au moment d'un divorce ou d'une séparation de corps, de sorte que ces accords sont généralement jugés non pertinents au Québec. Les accords prénuptiaux sont surtout répandus dans les territoires de common law (les provinces canadiennes anglophones et les États des États-Unis), où on accorde davantage de souplesse aux époux dans la planification des conséquences d'un divorce.

## Fonctionnement

### Personnes touchées
Le patrimoine familial visent les couples mariés ou unis civilement. Il n'est pas possible de s'exclure de l'application du patrimoine familial, de sorte qu'il touche tous les couples mariés ou unit civilement. Toutefois, lors de l'adoption du patrimoine familial en 1989, il était possible pour les personnes mariées à l'époque de s'exclure. Certaines couples ont donc profité de ce droit de retrait.
Les conjoints de fait ne sont pas soumis au patrimoine familial. Par contre, ils peuvent signer un contrat afin de se soumettre volontairement à un patrimoine familial.

### Biens compris
Les biens compris dans le patrimoine familial sont les suivants, d'après l'art. 415 C.c.Q. :
- la résidence familiale;
- les résidences secondaires utilisées par la famille;
- les véhicules utilisés par la famille;
- les droits accumulés dans un régime de retraite (durant le mariage ou l'union civile);
- les droits accumulés durant le mariage ou l'union civile au Régime de rentes du Québec.

Le fait qu'un bien entre dans le patrimoine familial n'en change pas le ou les propriétaires. C'est seulement lors de la fin du mariage ou de l'union civile que le patrimoine familial produit des effets.

### Partage
En cas de séparation de corps, de dissolution ou de nullité du mariage, le partage du patrimoine familial est effectué conformément aux art. 416-426 C.c.Q. L’art. 416 C.c.Q. précise notamment que le patrimoine familial est divisé à parts égales entre les époux (ou entre l’époux survivant et les héritiers). À titre d’exemple, pour un couple qui se divorce, le tribunal calcule la valeur totale de la maison familiale, du chalet, de l’automobile familiale et des meubles de la famille, puis il accorde la moitié de la valeur totale à chacun des époux. L’objectif du partage du patrimoine familial est de protéger le conjoint qui risque de se retrouver désavantagé à la fin du mariage. Le partage du patrimoine familial ne s’applique pas aux conjoints de fait, peu importe la durée de l’union de fait.